# Tratado de Allahabad

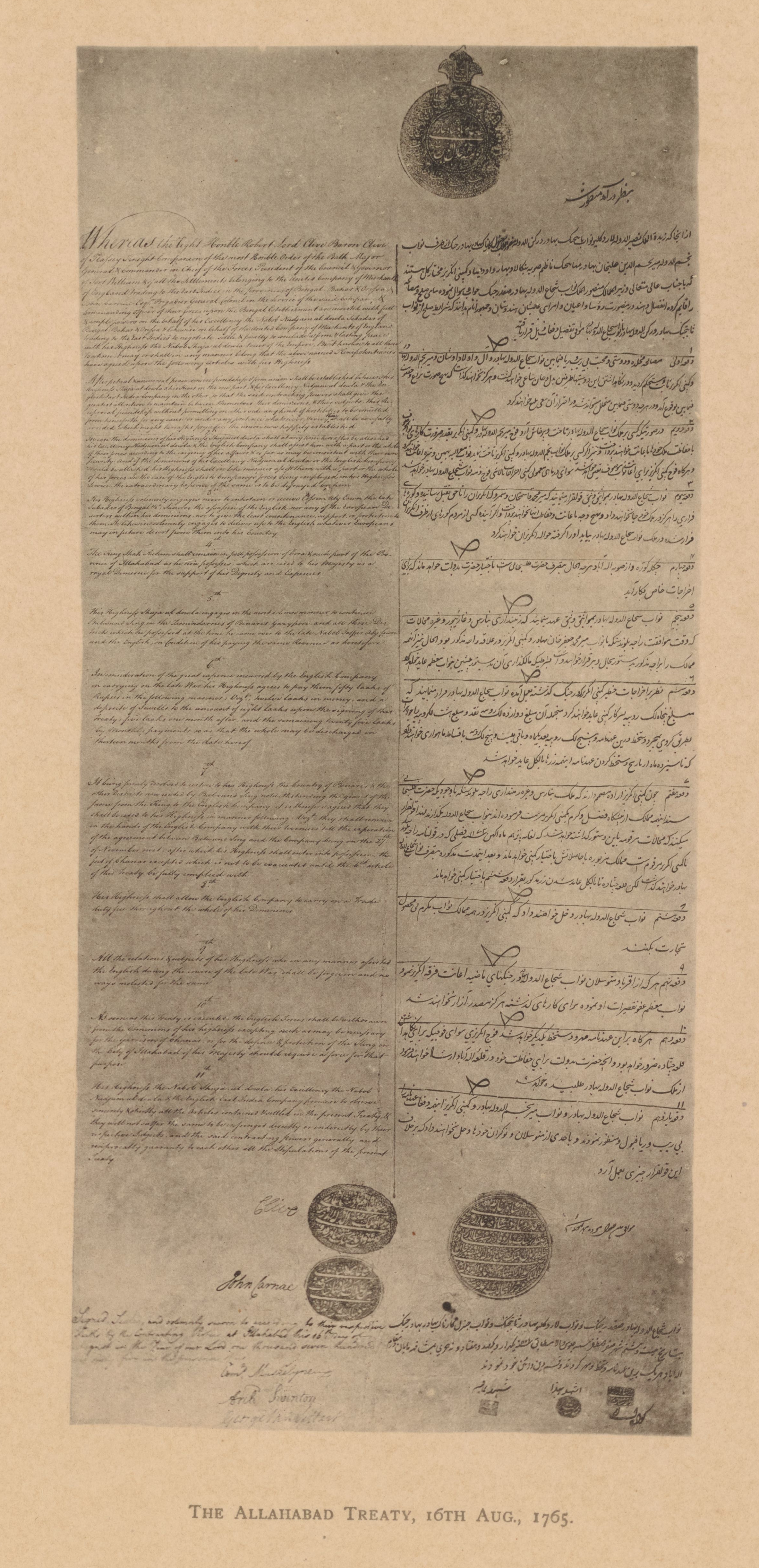
O Tratado de Allahabad, 16 de agosto de 1765

O Tratado de Allahabad foi assinado em 16 de agosto de 1765, entre o imperador mogol Shah Alam II, filho do falecido imperador Alamgir II, e Robert Clive, da Companhia das Índias Orientais, após a Batalha de Buxar de 22 de outubro de 1764. O tratado foi escrito à mão por I'tisam-ud-Din, um escriba muçulmano bengali e diplomata do Império Mogol.

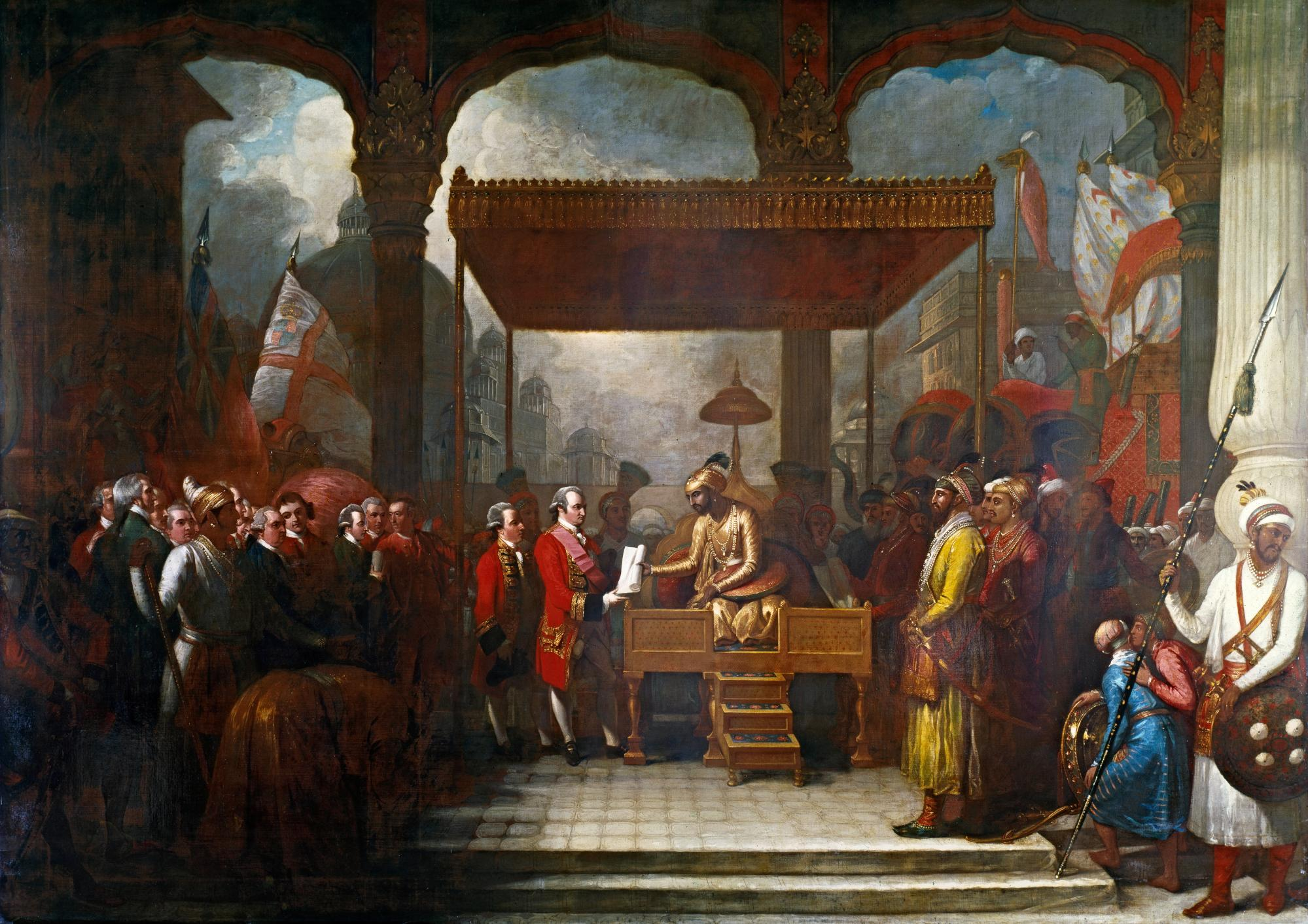
The Mughal emperor Shah Alam hands over the treaty of Allahabad to Robert Clive which transferred tax collecting rights in Bengal Subah to the East India Company, August 1765.

O tratado marcou o envolvimento político e constitucional dos britânicos na Índia. Com base nos termos do acordo, Alam concedeu à Companhia das Índias Orientais direitos Diwani, ou o direito de cobrar impostos em nome do imperador da província oriental de Bengala-Bihar-Orissa. Esses direitos permitiram que a empresa coletasse receitas diretamente do povo de Bengala, Bihar e Orissa. Em troca, a Companhia pagou um tributo anual de vinte e seis lakh rúpias enquanto assegurava para Shah Alam II os distritos de Kora e Allahabad. O dinheiro do tributo pago ao imperador era para a manutenção da corte do imperador em Allahabad. O acordo também determinou que Shah Alam fosse restaurado para a província de Varanasi, desde que continuasse a pagar uma certa quantia de receita à empresa. Awadh foi devolvido a Shuja-ud-Daula, mas Allahabad e Kora foram tirados dele. Os Nawab de Awadh Shuja ud Daulah também tiveram que pagar cinquenta lakhs de rúpias como indenização de guerra à Companhia das Índias Orientais.
Além disso, os dois assinaram uma aliança pela qual a empresa prometeu apoiar o Nawab contra ataques externos, desde que ele pagasse pelos serviços das tropas enviadas em seu auxílio. Essa aliança tornou os Nawab dependentes da empresa. Este foi um ponto de viragem na história indiana.